# Stadio Sous-Ville
Lo stadio Sous-Ville (in francese stade Sous-Ville) di Baulmes è uno stadio sito nell'omonima città del Canton Vaud.
Lo stadio ospita le partite casalinghe del F.C. Baulmes e del F.C. Le Mont.
L'attuale capienza dello stadio è di 3 350 posti di cui 850 a sedere.